# Nuoto ai Giochi della VII Olimpiade - 100 metri stile libero maschili
La gara dei 100 metri stile libero maschili dei Giochi di Anversa 1920 venne disputata in tre turni dal 22 agosto al 1º settembre; vi parteciparono 26 nuotatori provenienti da 15 nazioni.
La finale della gara dovette essere ripetuta per un reclamo dell'australiano Billy Herald nei confronti di Norman Ross, squalificato. Il podio non subì variazioni: il detentore del titolo, lo statunitense Duke Kahanamoku, si confermò campione olimpico davanti ai connazionali Pua Kele Kealoha e Bill Harris.

## Primo turno
- Batteria 1

| Pos. | Atleta            | Nazione       | Tempo  | Note |
| ---- | ----------------- | ------------- | ------ | ---- |
| 1    | Duke Kahanamoku   | Stati Uniti   | 1:01.8 | Q    |
| 2    | Keith Kirkland    | Australia     | 1:08.0 | Q    |
| 3    | Jean van Silfhout | Paesi Bassi   | 1:09.0 |      |
| 4    | Georges Pouilley  | Francia       | ?      |      |
| 5    | Albert Dickin     | Gran Bretagna | ?      |      |

- Batteria 2

| Pos. | Atleta               | Nazione        | Tempo  | Note |
| ---- | -------------------- | -------------- | ------ | ---- |
| 1    | Agostino Frassinetti | Italia         | 1'11"8 | Q    |
| 2    | Václav Bucháček      | Cecoslovacchia | 1'19"2 | Q    |
| 3    | Ângelo Gammaro       | Brasile        | 1'22"0 |      |
| 4    | Harold Annison       | Gran Bretagna  | ?      |      |

- Batteria 3

| Pos. | Atleta              | Nazione     | Tempo  | Note |
| ---- | ------------------- | ----------- | ------ | ---- |
| 1    | Pua Kele Kealoha    | Stati Uniti | 1'02"0 | Q    |
| 2    | Ivan Stedman        | Australia   | 1'04"2 | Q    |
| 3    | Henri Padou         | Francia     | 1'08"4 |      |
| 4    | Martial Van Schelle | Belgio      | ?      |      |
| 5    | Jean Jenny          | Svizzera    | ?      |      |
| 6    | Kenkichi Saito      | Giappone    | ?      |      |

- Batteria 4

| Pos. | Atleta           | Nazione       | Tempo  | Note |
| ---- | ---------------- | ------------- | ------ | ---- |
| 1    | George Vernot    | Canada        | 1'05"2 | Q    |
| 2    | Harry Hay        | Australia     | 1'06"8 | Q    |
| 3    | Orvar Trolle     | Svezia        | 1'07"8 | Q    |
| 4    | Léon Pesch       | Lussemburgo   | ?      |      |
| 5    | Leslie Savage    | Gran Bretagna | ?      |      |
| 6    | Orlando Amêndola | Brasile       | ?      |      |
| 7    | Gérard Blitz     | Belgio        | ?      |      |

- Batteria 5

| Pos. | Atleta         | Nazione     | Tempo  | Note |
| ---- | -------------- | ----------- | ------ | ---- |
| 1    | Norman Ross    | Stati Uniti | 1'04"4 | Q    |
| 2    | Billy Herald   | Australia   | 1'08"8 | Q    |
| 3    | Mario Massa    | Italia      | 1'10"4 |      |
| 4    | Rémi Weil      | Francia     | ?      |      |
| 5    | Masaren Uchida | Giappone    | ?      |      |

- Batteria 6

| Pos. | Atleta       | Nazione       | Tempo  | Note |
| ---- | ------------ | ------------- | ------ | ---- |
| 1    | Bill Harris  | Stati Uniti   | 1'04"4 | Q    |
| 2    | Ko Korsten   | Paesi Bassi   | 1'05"6 | Q    |
| 3    | John Dickin  | Gran Bretagna | 1'10"0 |      |
| 4    | Alfred Steen | Norvegia      | ?      |      |

## Semifinali
- Batteria 1

| Pos. | Atleta               | Nazione        | Tempo  | Note |
| ---- | -------------------- | -------------- | ------ | ---- |
| 1    | Duke Kahanamoku      | Stati Uniti    | 1'01"4 | Q,   |
| 2    | Bill Harris          | Stati Uniti    | 1'04"2 | Q    |
| 3    | George Vernot        | Canada         | 1'05"8 |      |
| 4    | Agostino Frassinetti | Italia         | ?      |      |
| 5    | Václav Bucháček      | Cecoslovacchia | ?      |      |
| 6    | Harry Hay            | Australia      | ?      |      |

- Batteria 2

| Pos. | Atleta           | Nazione     | Tempo  | Note |
| ---- | ---------------- | ----------- | ------ | ---- |
| 1    | Pua Kele Kealoha | Stati Uniti | 1'02"4 | Q    |
| 2    | Norman Ross      | Stati Uniti | 1'04"8 | Q    |
| 3    | Billy Herald     | Australia   | 1'05"8 | Q    |
| 4    | Ivan Stedman     | Australia   | ?      |      |
| 5    | Orvar Trolle     | Svezia      | ?      |      |
| 6    | Keith Kirkland   | Australia   | ?      |      |
| 7    | Ko Korsten       | Paesi Bassi | ?      |      |

## Finale
| Pos.    | Atleta           | Nazione     | Tempo  | Note |
| ------- | ---------------- | ----------- | ------ | ---- |
| Oro     | Duke Kahanamoku  | Stati Uniti | 1'01"4 |      |
| Argento | Pua Kele Kealoha | Stati Uniti | 1'02"6 |      |
| Bronzo  | Bill Harris      | Stati Uniti | 1'03"0 |      |
| 4       | Billy Herald     | Australia   | 1'03"8 |      |

Finale annullata
| Pos. | Atleta           | Nazione     | Tempo  | Note |
| ---- | ---------------- | ----------- | ------ | ---- |
| 1    | Duke Kahanamoku  | Stati Uniti | 1'00"4 | =    |
| 2    | Pua Kele Kealoha | Stati Uniti | 1'02"2 |      |
| 3    | Bill Harris      | Stati Uniti | 1'03"2 |      |
| 4    | Norman Ross      | Stati Uniti | 1'03"8 | SQ   |
| 5    | Billy Herald     | Australia   | ?      |      |